# مخیتار هراتسی

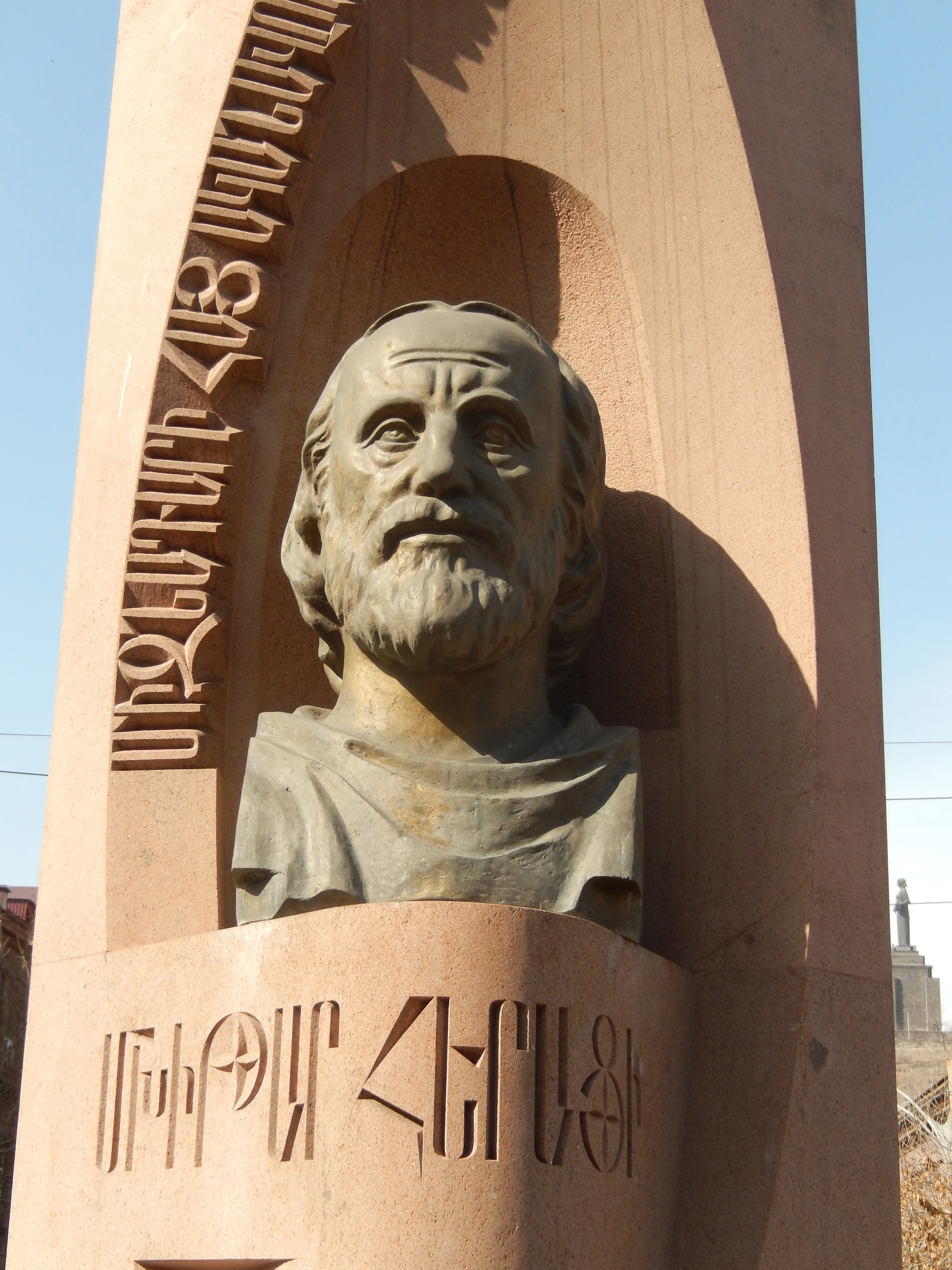

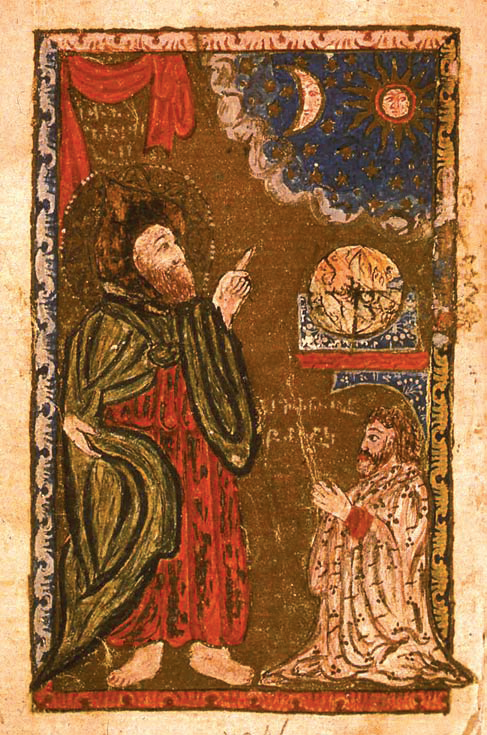

مخیتار هراتسی (به ارمنی: Մխիթար Հերացի)، پزشک سده ۱۲ میلادی اهل ارمنستان بود که در هِر (خوی امروزی) زاده شد؛ احتمالاً در بغداد تحصیل کرد و در حدود ۱۱۸۴ میلادی، در پادشاهی ارمنی کیلیکیه به شهرت رسید. از وی اغلب با عنوان «پدر پزشکی ارمنی» یاد می‌شود.
طبیبی بسیار باسواد بود که یونانی، عربی و فارسی نیز می‌دانست. در ۱۱۸۴ میلادی (سال ۶۳۳ تاریخ ارمنی)، در کیلیکیه رساله‌ای به نام «تسلیت بیمار تب‌دار» (به ارمنی: Ջերմանց Մխիտարություն) نگاشت. عنوان کتاب ظاهراً تجنیسی از نام خود موٴلف است، چون مخیتار به معنی تسلی‌دهنده، و مخیتاروتیون به معنی تسلیت‌دادن است. این رساله چهل و شش فصل دارد و مطالب آن از مآخذ عربی، فارسی و ارمنی اقتباس شده‌است. اغلب اصطلاحات آن عربی ارمنی شده‌است. مخیتار رساله‌های دیگری هم دربارهٔ طب و کالبدشناسی تألیف کرد، ولی آنها را فقط از طریق منتخباتی که در آثار بعدی نقل شده‌است، می‌شناسیم.